# Aymard (templier)
Pour les articles homonymes, voir Aymard.
Aymard, appelé Frère Aymard, est un dignitaire de l'ordre du Temple qui fut trésorier à la fin du XIIe siècle et au début du XIIIe siècle. Il a également fait partie des conseillers du roi de France Philippe-Auguste.

## Biographie
Frère Aymard est un chevalier de l'ordre du Temple qui s'est spécialisé dans les finances. Vers 1200, le roi de France Philippe-Auguste souhaite s'entourer d'une nouvelle équipe dirigeante, cohérente, capable et efficace. Pour cela, il n'hésite pas à choisir des hommes de moins haute naissance comme Frère Guérin, un chevalier hospitalier, qui devient garde des sceaux ou encore Frère Aymard qui est chargé de s'occuper des finances et du Trésor Royal, alors conservé au Temple à Paris.
Frère Aymard a alors la tache de financer les guerres en Normandie contre les Plantagenêt, de payer les soldats et d'approvisionner l'armée. Il s'acquitte avec succès de ses missions et gère ainsi une quantité d'argent considérable. Il quitte toutefois cette fonction en 1203 après avoir intégré les finances normandes à celles du royaume de France pour se consacrer uniquement à la gestion du Trésor.
Reconnu pour ses qualités financières, il est considéré comme celui qui a modernisé les finances royales et gardera la confiance de Philippe-Auguste tout au long de son règne. En 1222, le roi fera même de lui un de ses exécuteurs testamentaires.

## Source
- Alain Demurger, Les Templiers : Une chevalerie chrétienne au Moyen Age, 1985.